# Jean-Marie Chami
Jean-Marie Chami (ur. 14 maja 1962 w Bejrucie) – libański duchowny melchicki, biskup pomocniczy patriarchatu Antiochii od 2022. 

## Życiorys
Święcenia kapłańskie otrzymał 8 grudnia 1996 i został inkardynowany do archidiecezji Bejrutu i Dżubajl. Pracował jako proboszcz miejscowych parafii oraz jako ekonom diecezjalny. W 2003 wstąpił do Instytutu Prado i niedługo potem został jego przełożonym dla Bliskiego Wschodu.
Synod Kościoła melchickiego wybrał go biskupem kurialnym Patriarchatu Antiochii oraz wikariuszem patriarszym dla Egiptu, Sudanu i Sudanu Południowego. 25 czerwca 2022 papież Franciszek zatwierdził ten wybór nadając mu stolicę tytularną Tarsus. Sakry udzielił mu 3 września 2022 melchicki patriarcha Antiochii – arcybiskup Youssef Absi.